# 呂聖榮
呂聖榮（1940年11月26日—），山東蓬萊人，語言學副教授，曾擔任國際羽毛球聯合會主席、國際奧林匹克委員會委員。羽毛球名人堂成員。

## 簡歷
呂聖榮，山東蓬萊人，從小喜歡羽球、田徑、壘球和桌球等多項運動。1964年畢業於北京外國語大學英語系。1964年至1972年任職於中華全國婦女聯合會國際部。1972年起任職在國家體委、國家體育總局外聯司。1980年至1988年擔任中國羽毛球協會對外聯絡部主任、亞洲羽毛球聯合會秘書長。1988年至1993年先後當選為中國羽毛球協會副主席、國際羽毛球聯合會理事會副主席。
1993年當選為國際羽毛球聯合會主席、理事會主席，是國際羽毛球聯合會第一位女性主席。1996年當選為國際奧林匹克委員會委員。1993年獲選連任國際羽毛球聯合會主席，至2001年缷任。2008年與葛菲、顾俊一同入選羽毛球世界聯會名人堂。